# Vaso Čubrilović
Dr. Vaso ("Vasa") Čubrilović (Bosanska Gradiška, 14. siječnja 1897. – Beograd, 11. lipnja 1990.) je bio srpski akademik i povjesničar, te političar u Kraljevini Jugoslaviji i komunističkoj Jugoslaviji. Kao 17-godišnjak, sudjelovao u Sarajevskom atentatu na austrijskog nadvojvodu Franju Ferdinanda. Krajem 1944. godine je - odmah nakon ulaska komunističkih snaga u Beograd i nakon što su ga vlasti Nove Jugoslavije postavile za komesara na Filozofskom fakultetu u Beogradu - napisao elaborat o protjerivanju Folksdojčera iz Jugoslavije, koje je etničko čišćenje populacije od preko pola milijuna ljudi potom dosljedno provedeno. Sličan elaborat bio je ranije 1937. godine izložio vlastima Kraljevine Jugoslavije, predlažući etničko čišćenje Albanaca s područja Jugoslavije; prema tom prijedlogu se nije postupilo.

## Životopis
Osnovnu školu i gimnaziju je pohađao u Sarajevu. Za vrijeme gimnazijskih dana upoznao se s Danilom Ilićem i postao član velikosrpske organizacije Mlada Bosna. Nakon što je zbog članstva u Mladoj Bosni izbačen 1914. god. iz gimnazije u Tuzli, nastavlja školovanje u Sarajevu, gdje uspostavlja kontakt s tamošnjim pripadnicima iste antidržavne organizacije.
Bio je sudionik u atentatu na prijestolonasljednika Franju Ferdinanda 28. srpnja 1914. godine u Sarajevu. Zbog maloljetnosti, sud ga je poštedio smrtne kazne i osudio na 16 godina teške tamnice, koju je izdržavao u Sarajevu. Vasin stariji brat Veljko (rođ. 1866. god.) je zbog sudjelovanja u istom atentatu bio pogubljen vješanjem, dana 3. veljače 1915. godine.
Poslije raspada Austro-Ugarske monarhije, krajem 1918. Vasa Čubrilović je oslobođen iz zatvora u kojem je proveo 4 i pol godine, te odmah maturira i upisuje studij povijesti na Filozofskom fakultetu u Zagrebu. Prelazi potom na Univerzitet u Beogradu, gdje diplomira historiju 1922. godine. Od 1930. godine do početka Drugog svjetskog rata radio je kao docent i potom profesor na Filozofskom fakultetu u Beogradu. Na tom mjestu, s kraćim prekidom za vrijeme II. svjetskog rata, ostao je punih 40 godina. 
Dana 7. ožujka 1937. je za Stojadinovićevu vladu sastavio memorandum "Istjerivanje Albanaca", s razlozima za nasilno protjerivanje albanske etničke zajednice iz Kraljevine Jugoslavije, te konkretnim prijedlozima kako da se to etničko čišćenje izvede.
Po izbijanju Travanjskog rata 1941. godine, angažiran je u Savjetu zemaljske obrane pri Vrhovnoj komandi Kraljevine Jugoslavije, te je u vrijeme raspada Kraljevine Jugoslavije zarobljen u Risnu. Odatle je prebačen u Beograd, te je nakon saslušavanja u Gestapu zatočen u Logoru Banjica. Pušten je krajem 1943. godine i ostao je u Beogradu.
Po oslobođenju Beograda krajem listopada 1944. god. Vaso Čubrilović je od strane komunističkih vlasti postavljen za komesara na Filozofskom fakultetu umjesto smijenjenog dekana akademika Veselina Čajkanovića.
Kao osoba s pristupom vrhu komunističke vlasti - od travnja 1944. god. je on komesar za Filozofski fakultet u Beogradu - Ćubrilović dovršava početkom studenog 1944. godine memorandum sa stručnom podlogom za donošenja odluke o izgonu oko pola milijuna Folksdojčera iz Jugoslavije (do Drugog svjetskog rata, činili su Nijemci 4,3 posto stanovništva Jugoslavije), te predlaže da se na takav način postupi i s drugim "nelojalnim manjinama", koliko to unutarnja i vanjska politička situacija omogućuje. Vaso Čubrilović Čubrilović piše: "Osim nelojalnog držanja ima i drugih dubokih državnih razloga koji nas prisiljavaju da iskoristimo ovaj rat i da rešimo manjinsko pitanje iseljavanje manjina. Naše manjine, već smo podvukli, nisu za nas opasne zbog svog broja već zbog svog geopolitičkog položaja i zbog svoje povezanosti sa sebi srodnim susednim narodima. Zato su one iskorištavane od tih naroda u igri protiv nas, a služile su ujedno kao kamen spoticanja između naše države i susednih naroda. Demokratska Federativna Jugoslavija može imati mira i osiguran razvitak samo onda, ako bude etnički čista i rešenjem manjinskog pitanja jednom za uvek ukloni uzroke trvenjima između sebe i susednih država." Odluku kakvu je predlagao Čubrilović su komunističke vlasti doista i donijele u pogledu njemačke nacionalne manjine, te je i provele u djelo, okončavši stoljetnu prisutnost etničkih Nijemaca u Sloveniji, Hrvatskoj i Vojvodini. Pri tome je bilo oko 170 tisuća ljudi zatočeno u logorima za prisilni rad; od njih je - procjenjuju znanstvenici danas - 50 do 60 tisuća pomrlo zbog teških uvjeta zatočenja.
Po formiranju prve privremene vlade DFJ, kao ugledni znanstvenik, zauzeo je Vasa Čubrilović mjesto ministra poljoprivrede, u travnju 1945. godine. Nakon što je nekoliko mjeseci bio ministar poljoprivrede, prestao je biti član Zemljoradničke stranke i postao član Komunističke partije Jugoslavije krajem 1945. Od travnja 1946. godine prestaje biti ministar poljoprivrede i preuzima dužnost ministra šumarstva, koju obnaša do 1950. godine.
Također je bio i član Komisije za obnovu sveučilišta i inspektor za Filozofski fakultet.
Do umirovljenja 1967. godine bio je dekan Filozofskog fakulteta u Beogradu. Njegov elaborat za uspješno provedeno etničko čišćenje Nijemaca iz Jugoslavije u javnost je izašao tek u vrijeme pred raspad te države, objavom u subverzivnoj Slovenskoj "Mladini" u studenom 1988. godine.
Nakon umirovljenja, ostao je aktivni znanstvenik, te je osnivač Balkanološkog instituta SANU u Beogradu i njegov prvi direktor, od 1969. do 1978. godine. Bio je redovni predavač na katedri Povijesti Jugoslavije, zajedno s njenim osnivačem dr. Jovanom Marjanovićem. 1983. godine je u Beogradu objavljena antologija njegovih povijesnih radova.
Dobitnik je Oktobarske nagrade i Sedmojulske nagrade. Umro je u Beogradu 11. lipnja 1990. godine. Do danas ga se časti kao velikana srpske povijesne misli, a u njegovoj rodnoj (Bosanskoj) Gradiški osnovna škola nosi njegovo ime.

## Nacionalnost
Čubrilović je sebe - barem u mlađim danima - smatrao Jugoslavenom tj. Srbohrvatom, za razliku od svog brata Veljka koji se smatrao Srbinom. Na pitanje predsjednika suda, tijekom Sarajevskog procesa, što to znači, odgovorio je:

## Djela
Autor je više znanstvenih radova iz domaće historiografije, od kojih su najznačajniji:
- Vasa Pelagić, Sarajevo, 1924.
- Bosanski ustanak 1875—1878, Srpska kraljevska akademija nauka 1930.
- Istjerivanje Albanaca, Beograd, 1937.
- Prvi srpski ustanak i Bosanski Srbi, Beograd, 1939.
- Politička prošlost Hrvata, Beograd, 1939.
- Politička prošlost Hrvata, Beograd, 1940.
- Povijest političke misli u Srbiji 19. stoljeća, Sarajevo, 1960.
- Srpska pravoslavna crkva pod Turcima od XV do XIX veka, Beograd, 1960.
- Bosanski ustanak 1875-1878, Sarajevo, 1962.
- Odabrani povijesni radovi, Beograd, 1966.
- Srpska pravoslavna crkva pod Turcima od XV do XIX stoljeća, Beograd, 1967.
- Odnos Srbije i Austrije u 19. veku. Velike sile i Srbija pred Prvi svetski rat, Zbornik radova s međunarodnog naučnog skupa SANU, Beograd 13–15. septembar 1974, objavljeno 1976.
- Odabrani istorijski radovi, Beograd, 1983.
- Spoljni i unutrašnji faktori u stvaranju i razvitku Jugoslavije u 20. veku, Beograd 1989.

## Vanjske poveznice
- Vasa Čubrilović, ekskluzivni intervju 1981.: O ideji jugoslovenstva i učešću u sarajevskom atentatu, "Yugopapir", pristupljeno 26. kolovoza 2019.
- Rastoder, Šerbo,"Jedan manje poznat elaborat Vasa Čubrilovića o rješavanju manjinskog problema u Novoj Jugoslaviji od. 3. novembra 1944.", Crnogorski anali 5-6/-2014